# گوش‌ماهی نیوزلندی

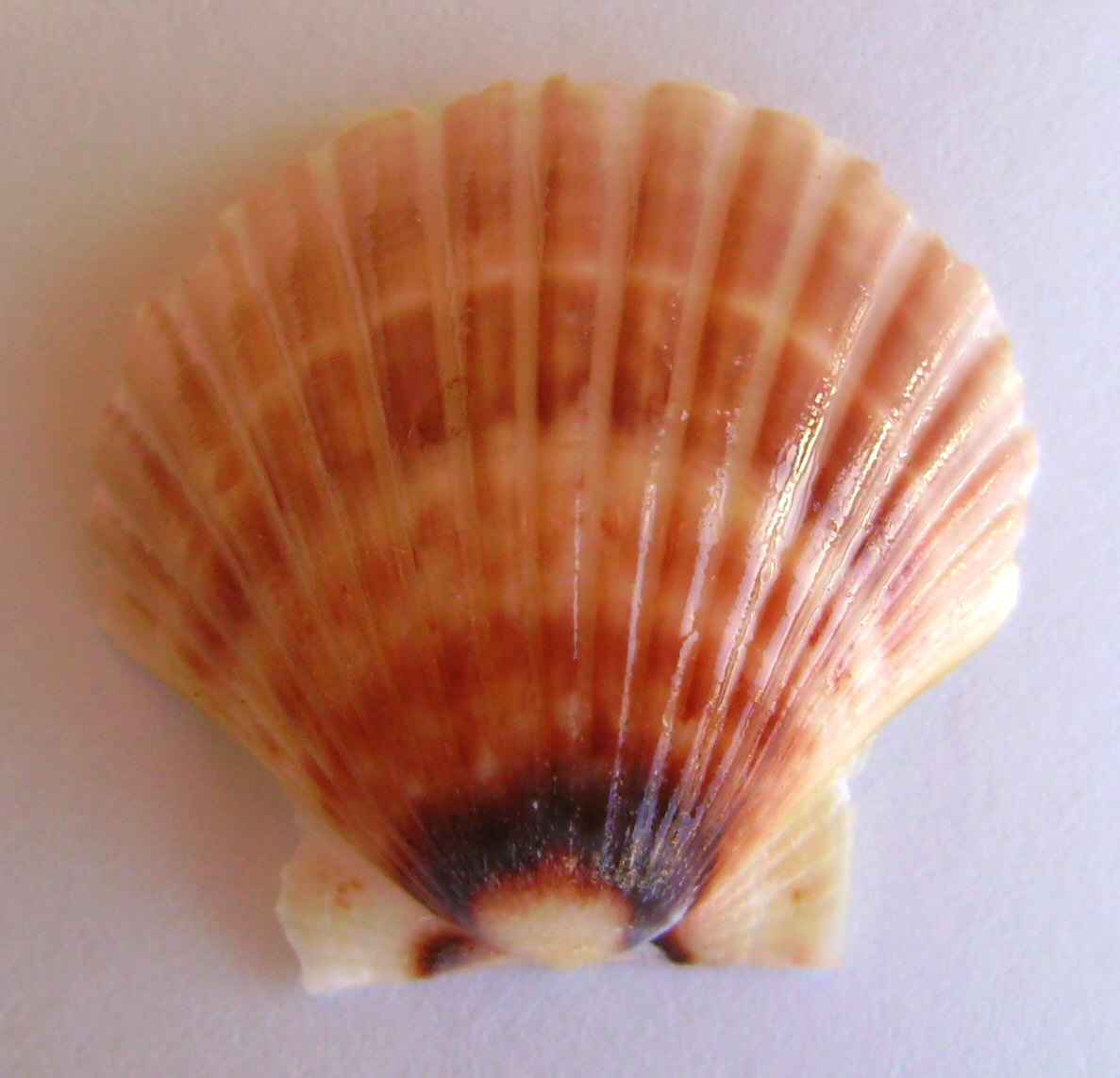
نمایی از گوش‌ماهی نیوزلندی

گوش‌ماهی نیوزلندی (نام علمی: Pecten novaezealandiae) نام یک گونه از راسته چروک‌صدف‌سانان است.